# Фрунзенский областной комитет КП Киргизии
Фрунзенский областной комитет КП Киргизской ССР, Чуйский областной комитет КП Киргизской ССР — орган управления Фрунзенской областной партийной организацией, существовавшей в 1939—1959.
Фрунзенская область образована 21.11.1939, 27.01.1959 упразднена, созданы районы республиканского подчинения.
14.12.1990 из них образована Чуйская область.
Фрунзенский обком партии и облисполком размещались в здании управления строительства Большого Чуйского канала («БЧКстрой», архитекторы Ф. П. Стеблин и С.X. Саакян), сооруженном на углу улиц Кирова (Абдумомунова) и Советской (Абдрахманова) в 1940 году.

## Первые секретари Фрунзенского обкома (1939—1959)
- 11.1939-1941 Соловьёв, Сергей Кузьмич
- 1941—1943 Васьков, Алексей Иванович
- 1943—1945 Колосов, Пётр Иванович
- 1945—1951 Мамбетов Болот Мамбетович
- 11.1951-02.1958 Дикамбаев Казы Дикамбаевич
- 1958 Сапелкин, Пётр Иванович
- 1958—1959 Скляров, Михаил Петрович

## Первые секретари Чуйского обкома КП Киргизской ССР (1991)
24.02.1991-08.1991 Мамонтов, Валерий Григорьевич
1991 Джумагулов, Апас Джумагулович